# Celanders förlag
Celanders förlag är ett svenskt bokförlag bildat 2001. Förlaget är inriktat mot tillgänglig progressiv fack- och skönlitteratur. Förläggare är Henrik Celander. Bland författarna som utgivits på Celanders förlag återfinns Tariq Ali, Marlen Haushofer, Hanna Landahl, Giacomo Leopardi, David Malouf, Léonora Miano, Jan Myrdal, John Newsinger, Stina Oscarson, René Vázquez Díaz och 2021 års Nobelpristagare Abdulrazak Gurnah.